# スタヴァンゲル市長
スタヴァンゲル市長は、ノルウェー、スタヴァンゲルの首長である。

## Borgermestere
| 任期            | 氏名                   |
| --------------- | ---------------------- |
| 1558年 - 1574年 | オラフ・ペデルソン     |
| 1579年 - 1586年 | ヨルゲン・クニートソン |
| 1588年 - 1618年 | クリスチャン・ニルソン |

## Ordførere 1837年 - 1882
| 任期            | 氏名                                                           |
| --------------- | -------------------------------------------------------------- |
| 1837年 - 1838年 | ヨーナス・シャンヒェ・シェラン                                 |
| 1839年          | オーレ・ヘリエセン                                             |
| 1840年          | ヴィルヘルム・マティアス・エックホフ                           |
| 1841年 - 1842年 | ヨーナス・シャンヒェ・シェラン                                 |
| 1843年 - 1844年 | マグヌス・アンドレアス・ユール                                 |
| 1845年          | イェンス・イェンセン                                           |
| 1846年          | ベルント・ハムレ                                               |
| 1847年 - 1850年 | ハンス・ユリウス・ハンメル                                     |
| 1851年          | イェンス・イェンセン                                           |
| 1852年 - 1858年 | ニルス・フレドリク・セヴェリン・タンブス                       |
| 1859年 - 1860年 | ヤコブ・ヨルゲン・カストルプ・ソンメ                           |
| 1861年 - 1862年 | ヘンリク・アンドレアス・ゼトリツ・ラッセン                     |
| 1863年          | アンドレアス・ヘイ                                             |
| 1864年 - 1865年 | ヘンリク・アンドレアス・ゼトリツ・ラッセン                     |
| 1866年          | ラウリツ・ヴィルヘルム・ハンセン                               |
| 1867年 - 1868年 | ヘンリク・アンドレアス・ゼトリツ・ラッセン                     |
| 1869年          | ヤコブ・ヨルゲン・カストルプ・ソンメ                           |
| 1870年 - 1871年 | ヤコブ・シェラン                                               |
| 1872年          | ヨハネス・ステーン                                             |
| 1873年          | ヘンリク・オルフ・アンドレアス・マグヌス・レヴォルド・ゼトリツ |
| 1874年 - 1877年 | ヨハネス・スティーン                                           |
| 1878年          | クリスチャン・ベッカース・ベンセン                             |
| 1879年 - 1882年 | ヨハネス・ステーン                                             |

## Ordførere siden 1883
| 1883年          | ヨハネス・ステーン               | 社会主義左翼党   |
| 1884年          | ラーシュ・ベレンツェン           | 保守党           |
| 1885年          | ヨハネス・ステーン               | 社会主義左翼党   |
| 1886年 - 1888年 | ラーシュ・ベレンツン             | 保守党           |
| 1889年 - 1890年 | ヴィルヘルム・オルセン           | 保守党           |
| 1890年 - 1891年 | ヨハネス・ステーン               | 社会主義左翼党   |
| 1892年          | セーレン・オシュタッド           | 社会主義左翼党   |
| 1893年 - 1894年 | アンドレアス・メリング           | 保守党           |
| 1895年          | ヘンリク・フィンネ               | 保守党           |
| 1896年 - 1897年 | アンドレアス・メミーリング       | 保守党           |
| 1897年 - 1898年 | ハンス・リンダール・ファルク     | 保守党           |
| 1899年 - 1901年 | アルネ・ホーベット               | 社会主義左翼党   |
| 1902年 - 1907年 | ハンス・リンダール・ファルク     | 保守党           |
| 1908年 - 1909年 | ヨーナス・シャンケ・シェラン     | 保守党           |
| 1910年          | クリストファ・ベルグ             | 保守党           |
| 1911年 - 1912年 | ヨハン・イェスタイン             | 労働党           |
| 1913年          | オッドムンド・ヴィク             | 社会主義左翼党   |
| 1914年 - 1915年 | L・T・K・ゲールツェン            | 保守党           |
| 1916年 - 1919年 | アダム・エゲデ＝ニッセン         | 労働党           |
| 1920年 - 1922年 | ベルトラム・C・ミデルトン        | 保守党           |
| 1923年 - 1924年 | ヨーン・ノーレム                 | 保守党           |
| 1925年 - 1928年 | トリエル・メリング               | 保守党           |
| 1929年 - 1931年 | アンデシュ・ミカル・スメルスルド | 保守党           |
| 1932年 - 1934年 | ヨハン・マルンブルク             | 保守党           |
| 1935年          | ビルイェル・ペデルセン           | 社会主義左翼党   |
| 1936年 - 1937年 | M・M・ミシャエルソン             | 社会主義左翼党   |
| 1938年 - 1945年 | ラウリツ・ヴィルヘルム・ハンセン | 保守党           |
| 1945年          | オーレ・ベルゲソン               | 保守党           |
| 1946年          | ヨハネス・ヨーンソン             | 労働党           |
| 1947年 - 1953年 | マグヌス・カールソン             | 労働党           |
| 1954年          | フィン・ブローダル               | 保守党           |
| 1955年          | ラグンヴァルド・リブスコッグ     | 社会主義左翼党   |
| 1956年 - 1959年 | シャルヴェ・イェスタイン         | 労働党           |
| 1960年 - 1964年 | ヤン・ヨーンソン                 | 労働党           |
| 1965年 - 1967年 | アルネ・レテダール               | 保守党           |
| 1968年 - 1971年 | レイフ・ラーシェン               | 労働党           |
| 1972年 - 1981年 | アルネ・レテダール               | 保守党           |
| 1982年 - 1987年 | カーリ・トゥ                     | 保守党           |
| 1988年 - 1989年 | レイフ・モスヴァル               | キリスト教民主党 |
| 1990年 - 1993年 | トーレ・ノルトゥン               | 労働党           |
| 1993年          | ブリット・エゴス・ロエン         | 労働党           |
| 1994年 - 1995年 | レイフ・モスヴァル               | キリスト教民主党 |
| 1995年 - 2011年 | レイフ・ヨハン・セヴランド       | 保守党           |
| 2011年 -        | クリスティン・ソーゲン・ヘルゲー | 保守党           |